# Pauluskerk (Tarsus)
De Pauluskerk (Turks: Pavlos Kilisesi) is een kerk in het centrum van Tarsus. Ze dateert waarschijnlijk van de 12e eeuw en wordt thans gebruikt als een museum. De kerk en haar omgeving staan op de "Tentative List" voor de werelderfgoedlijst van de Verenigde Naties.
De Turkse staat onteigende de kerk in 1943, waarna het gebouw verscheidene decennia als opslagplaats voor het leger dienstdeed.
In 2008 drongen de Turkse bisschoppen er bij de overheid in Ankara opnieuw op aan om de Pauluskerk terug vrij te geven voor de christelijke eredienst. Ondanks alle eerdere toezeggingen deed de kerk op dat ogenblik nog steeds dienst als museum. Voor het Paulusjaar werd wel een kruis geplaatst op de kerk en bedevaartgroepen die zich vooraf melden, krijgen gratis toegang tot het gebouw.